# Plusiogramma transsecta
Plusiogramma transsecta är en fjärilsart som beskrevs av M.Gaede 1930. Plusiogramma transsecta ingår i släktet Plusiogramma och familjen tandspinnare. Inga underarter finns listade i Catalogue of Life.